# Calamaria forcarti
Calamaria forcarti är en ormart som beskrevs av Inger och Marx 1965. Calamaria forcarti ingår i släktet Calamaria och familjen snokar. IUCN kategoriserar arten globalt som otillräckligt studerad. Inga underarter finns listade.
Arten förekommer på norra Sumatra samt på ön Nias som tillhör Mentawaiöarna. Honor lägger ägg.